# Lepidolit

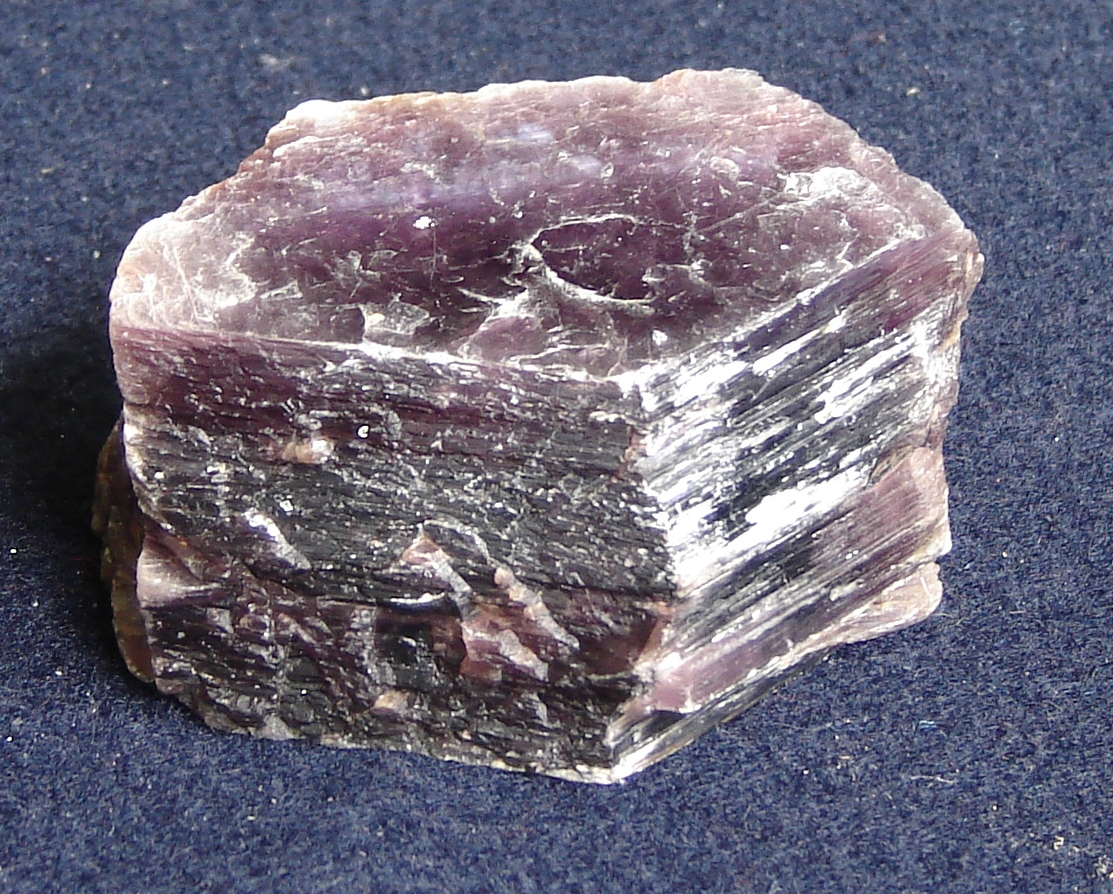
Ritka szép lepidolit Brazíliából

A lepidolit (szinonim vele a lilalit)  lítium-csillám, lemezkéi barackvirág színű vörösek vagy színtelenek, egyhajlású rendszerbeliek. Monoklin, hexagonális kristályokat alkot.

## Jellemzői
Anyaga fluortartalmú kálium-lítium-alumínium-szilikát (2(KLiO. Al2O3.2SiO2)+Si2O3F2) illetve [KLi2Al(Si4O10)(F,OH)].  Keménysége 2,5, karca fehér.
Rendszerint gránitban található fluortartalmú ásványokkal (topáz, turmalin). 
Lelőhelyei: Urál-hegység, Brazília, Kalifornia, Kanada
Termőkőzetével együtt, szép rózsaszíne miatt, apróbb tárgyaknak, vázáknak, lapoknak stb. munkálják meg.